# Герб Солом'янського району
Герб Солом'янського райо́ну — офіційний символ Солом'янського району міста Києва.

## Опис
Щит чотиридільний. У першому синьому полі Архистратиг Михаїл у срібних обладунках з полум'яним мечем. У другому червоному — золотий ключ у стовп. У третьому червоному — золота двостороння сокира у стовп. У четвертому синьому — золотий циркуль. Щит облямований золотими колосками і увінчаний золотим тризубом, колоски оповиті золотою стрічкою з червоним написом «Солом'янський район».